# 南原實
南原 實（なんばら みのる、1930年11月12日  - 2013年11月12日）は、ドイツ文学者。東京大学名誉教授。

## 経歴
1930年、東京府で生まれた。武蔵高等学校を経て、東京大学文学部独文科に進学。同大学を卒業後、同大学大学院へ進んだ。
1969年に東京大学教養学部助教授に就任し、ドイツ語を講じた。後に教授昇進。1991年に東京大学を定年退官し、名誉教授となった。
2013年11月12日に膵臓がんのため死去。82歳没。

## 研究内容・業績
「青樹簗一」の名でレイチェル・カーソンの『沈黙の春』を訳した。

## 家族・親族
- 父：南原繁は東京大学総長を務めた政治学者。
- 姉：氷上待子は歌佐藤佐太郎門下の歌人で、氷上英廣(ドイツ文学研究者)の妻。

## 著書
著作
- 『失われた神話への旅ギリシア』白水社 1982
- 『聖なる森への旅ルーマニア』白水社 1984
- 『ヤコブ・ベーメ：開けゆく次元』哲学書房 1991
- 『未来を生きる君たちへ』新思索社 2005
- 『極性と超越：ヤコブ・ベーメによる錬金術的考察』新思索社 2007

訳書
- 『精神と現実：神人的精神の基礎』(ベルジャーエフ著作集 5) 白水社 1960
- 『クレーの日記』新潮社 1961
  - 新版 1987年
- 『生と死の妙薬：自然均衡の破壊者化学薬品』レイチェル・カーソン著、青樹簗一名義訳、新潮社 1964
  - 改題新版『沈黙の春』新潮社 2001
  - 文庫化 新潮文庫 2004
- 『シュペングラー：ドイツ精神の光と闇』アントン・ミルコ・コクターネク著、加藤泰義共訳 新潮社 1972
- 『無限の造形』パウル・クレー著、新潮社 1981。2分冊
- 『クレーの手紙』新潮社 1989
- 『ヤコブ・ベーメ』(キリスト教神秘主義著作集 13) 教文館 1989

共編
- 『現代独和辞典』ロベルト・シンチンゲル（ドイツ語版）著、山本明共編 三修社 1973
- 『現代和独辞典』シンチンゲル緒、山本明共編 三修社 1980

## 参考
- 『駒場の50年：1949-2000』駒場50年史編集委員会編、東京大学出版会 2002[4]